# 샤오자루이쉬안
샤오자루이쉬안(중국어: 肖嘉芮萱, 병음: Xiào Jiāruìxuān, 한자음: 소가예훤, 2002년 6월 4일~)은 중화인민공화국의 사격 선수로 주 종목은 권총이다. 2020년 하계 올림픽 25m 권총 종목 동메달을 획득했다.